# Anna Webber
Anna Kristin Webber (Vancouver, 26 november 1984) is een Canadese jazzmuzikant (saxofoon, fluit) en componiste van de modern creative jazz.

## Biografie
Anna Webber had aanvankelijk muziekonderricht bij haar moeder en speelde aanvankelijk piano en cello, voordat ze wisselde naar de fluit. Tijdens haar laatste jaar op de middelbare school werd eerst de alt-, daarna de tenorsaxofoon haar hoofdinstrument. In 2003 vertrok ze voor een studie naar Montreal (Canada), waar ze in 2006 de bachelor verwierf in jazzstudies aan de McGill University. In 2008 verhuisde ze naar New York en vervolgde daar haar studie aan de Manhattan School of Music, waar ze onderricht had bij George Garzone en Jason Moran en daarnaast speelde met muzikanten als Mark Turner, Steve Wilson en Jamie Baum. Eerste opnamen ontstonden in 2009 met Stefon Harris  (Blackout—Urbanus, Concord Records) en in het opvolgende jaar met Daniel Jamiesons Danjam Orchestra (Sudden Appearance). Haar eigen band heette toentertijd Pink Flamingo en werkte met drie drummers.
Aan de Universität der Künste Berlin voltooide ze in het studiejaar 2011/2012 haar jazzmaster-studieverloop. Daar wijzigde ze vanwege de vele goede vibrafonisten haar waardering voor dit instrument en formeerde ze in 2011 de heden niet meer bestaande formatie Percussive Mechanics. In dit septet speelden naast haarzelf aan de fluit en saxofoon een verdere houtblazer, een bassist, een pianist en twee drummers. Omdat ze fundamenteel opgeschreven composities leverde voor deze band, bevestigde ze de dubbele bezettingen als compositorische noodzakelijkheden.
Na de masterafronding werkte ze in het New Yorkse jazzcircuit met Ben Street, Dave Douglas, Jason Moran, Tony Malaby en drummer John Hollenbeck. In 2010 bracht Webber haar debuutalbum uit met een basloos septet bij Nowt Records, waarin houtblazersinstrumenten, gitaren en drums dubbel waren bezet. In de herfst van 2014 bracht Webbers combo Percussive Mechanics hun tweede album Refraction uit bij Pirouet Records. In haar Simple Trio werkte ze met John Hollenbeck en de pianist Matt Mitchell. Tot nu toe werden hiermee de twee albums Binary (2016) en Simple (2014) uitgebracht bij Skirl Records. In 2018 formeerde Webber haar septet, bestaande uit Jeremy Viner (tenorsaxofoon, klarinet), Jacob Garchik, Chris Hoffman (cello), Matt Mitchell, Chris Tordini en Ches Smith.
Vervolgens werkte ze in het samenwerkende trio Jagged Spheres met de pianist Elias Stemeseder en de drummer Devin Gray, met wie ze tot dusver twee albums uitbracht. In de band The Hero of Warchester speelt ze met Nathaniel Morgan en Liz Kosack. Fabian Almazan nodigde haar in 2015 uit voor een New Jazz Meeting, waar het album Realm of Possibilities ontstond. Webber heeft bovendien gewerkt met Dan Weiss, Jen Shyu, Ohad Talmor, Ches Smith, Hank Roberts, Harris Eisenstadt, Simon Nabatov, Adam Hopkins, Erik Hove en het Ken Thomson Sextet.

## Onderscheidingen
Webber won in 2010 de Prix François-Marcaurelle bij het OFF Festival of Jazz in Montreal. In 2014 werd Webber de BMI Foundation Charlie Parker compositieprijs toegekend als lid van de BMI Jazz Composers' Workshop. In 2015 kreeg ze een studiebeurs van de Shifting Foundation en in 2018 een Guggenheim studiebeurs.

## Discografie
- 2010: Third Floor People Don't Need to Worry About Anything  (Nowt, met Matt Holman, Erik Hove, Fred Kennedy, Jean-Sebastien Williams, Owen Stewart-Robertson, Philippe Melanson)
- 2013: Percussive Mechanics (Pirouet Records met James Wylie, Elias Stemeseder, Julius Heise, Igor Spallati, Max Andrzejewski, Martin Krümmling).
- 2014: Simple (Skirl Records), met Matt Mitchell, John Hollenbeck
- 2014: Refraction (Pirouet Records, met James Wylie, Elias Stemeseder, Julius Heise, Igor Spallati, Max Andrzejewski, Martin Krümmling)
- 2016: Binary (Skirl Records), met Matt Mitchell, John Hollenbeck
- 2018: Anna Webber, Erik Hove, Vicky Mettler, Evan Tighe: Eave (Astral Spirits)
- 2019: Clockwise (Pi Recordings, met Jeremy Viner, Jacob Garchik, Christopher Hoffman, Matt Mitchell, Chris Tordini, Ches Smith)

- Gemeinsame Normdatei: 1033145637
- International Standard Name Identifier: 0000 0000 7766 5124
- Library of Congress Control Number: no2010043854
- MusicBrainz: 1d483e05-2769-46f9-a614-28682d0c7ebd
- Virtual International Authority File: 108069458
- WorldCat: E39PBJbtvHbkBWj3vR9vtMYHG3